# Orthogonius paris
Orthogonius paris – gatunek chrząszcza z rodziny biegaczowatych i podrodziny Orthogoniinae.

## Taksonomia
Gatunek ten opisali w 2006 roku Ming-yi Tian oraz Thierry Deuve.

## Opis
Języczek o dwu szczecinkach na wierzchołku. Palpiger z bez szczecinek u podstawy. Parzyste międzyrzędy pokryw wyraźnie, grubo punktowane, ponad dwukrotnie szersze niż nieparzyste. Trzeci międzyrząd z pojedynczą uszczecinioną porą. Środkowy płat edeagusa mniej lub bardziej podgięty w profilu, niesymetrycznie zwężony na przedwierzchołku.

## Występowanie
Gatunek ten występuje w Tajlandii.